# Anthurium colonchense
Anthurium colonchense är en kallaväxtart som beskrevs av Thomas Bernard Croat och Cornejo. Anthurium colonchense ingår i släktet Anthurium och familjen kallaväxter. Inga underarter finns listade.